# Cinéma Alhambra (Reims)
Pour les articles homonymes, voir Alhambra.
Le  Cinéma Alhambra   était une salle de cinéma à Reims ouverte vers 1926 au 32 rue Émile-Zola à Reims.
Après plusieurs transformations des lieux et changement de propriétaire, il ferme ses portes fin 1987.

## Historique

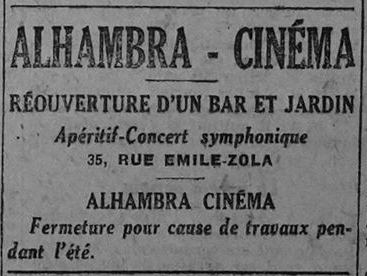
Programme du 9 juin 1924.
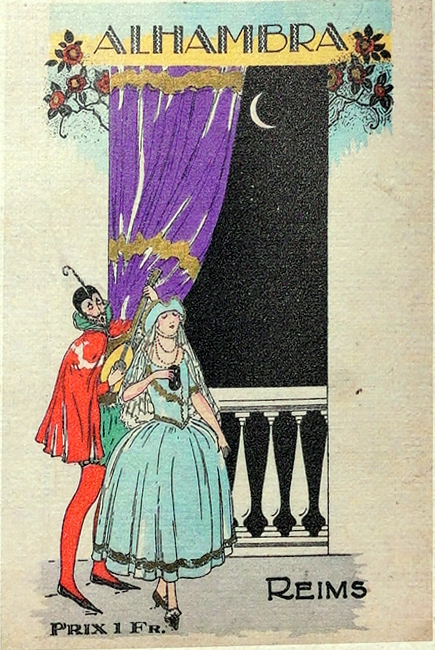
Une affiche de spectacle.

L’Alhambra Cinéma est construit sur l’emplacement de deux maisons détruites pendant la Grande Guerre.
Dans les années 1925-26, il est reconstruit sur trois étages disposant en façade d’une salle de café au rez-de-chaussée, une salle de banquet au 1er étage et un appartement au 2e étage. Une salle de cinéma d’environ 1000 places est construite en fond de bâtiment.
Suite à saisie, l’immeuble est revendu et le fonds de commerce est repris par Gaumont.
En 1939, il est occupé par l’armée française puis par l’occupant allemand.
Des travaux d’amélioration sont réalisés en 1943 et dans les années 1950.
En 1976, Gaumont vend le fonds de commerce à la Société Marseillaise des Films nouveaux qui réalise des travaux, en 1977/78, pour créer trois salles distinctes. Elles passent des films classés « X ».
La Société Marseillaise des Films nouveaux dépose le bilan fin 1987.
L’immeuble du Cinéma Alhambra est resté à l'abandon pendant de nombreuses années. 
Il a fait l'objet d'une opération immobilière. 
Après démolition, un immeuble résidentiel appelé « Résidence Alhambra » est construit en 2009.